# خوسيه أورلاندو مارتينيز بينيا
خوسيه أورلاندو مارتينيز بينيا (بالإسبانية: José Martínez)‏ (30 سبتمبر 1979 بسان سلفادور في السلفادور - ) هو لاعب كرة قدم سلفادوري في مركز الهجوم. شارك مع منتخب السلفادور لكرة القدم. أما مع النوادي، فقد لعب مع نادي أليانزا ‏ وأتلتيكو مارته ‏ وسان سلفادور ‏ ونادي لويس أنخيل فيربو.

## وصلات خارجية
- خوسيه أورلاندو مارتينيز بينيا على موقع الاتحاد الدولي (مؤرشف)  (الإنجليزية)
- خوسيه أورلاندو مارتينيز بينيا على موقع ناشيونال فوتبول تيمز (الإنجليزية)
- خوسيه أورلاندو مارتينيز بينيا على موقع Soccerway.com (الإنجليزية)